# 船橋東警察署
船橋東警察署（ふなばしひがしけいさつしょ）は、千葉県警察が管轄する警察署である。署長は警視。

## 所在地
- 千葉県船橋市習志野台七丁目9番20号

## 管轄区域
- 船橋市のうち
  - 二和東一丁目 - 六丁目
  - 二和西一丁目 - 六丁目
  - 三咲町
  - 三咲一丁目 - 九丁目
  - 咲が丘一丁目 - 四丁目
  - みやぎ台一丁目 - 四丁目
  - 高野台一丁目 - 五丁目
  - 八木が谷町
  - 八木が谷一丁目 - 五丁目
  - 薬園台町一丁目
  - 滝台町
  - 滝台一丁目・二丁目
  - 前原東一丁目 - 六丁目
  - 前原西一丁目 - 八丁目
  - 中野木一丁目・二丁目
  - 飯山満町一丁目 - 三丁目
  - 七林町
  - 神保町
  - 大神保町
  - 小室町
  - 小野田町
  - 車方町
  - 鈴身町
  - 豊富町
  - 金堀町
  - 楠が山町
  - 大穴町
  - 大穴北一丁目 - 八丁目
  - 大穴南一丁目 - 五丁目
  - 古和釜町
  - 坪井町
  - 坪井東一丁目 - 六丁目
  - 坪井西一丁目・二丁目
  - 西習志野一丁目 - 四丁目
  - 習志野台一丁目 - 八丁目
  - 薬円台一丁目 - 六丁目
  - 高根台一丁目 - 七丁目
  - 松が丘一丁目 - 五丁目
  - 二宮一丁目・二丁目
  - 芝山一丁目 - 七丁目
  - 三山一丁目 - 九丁目
  - 田喜野井一丁目 - 七丁目
  - 習志野一丁目 - 五丁目
  - 南三咲一丁目 - 四丁目

## 庁舎概要
船橋東警察署庁舎
- 竣工年：1981年
- 延床面積：3,165m²
- 構造/規模：RC造、地上4階

## 沿革
- 1982年（昭和57年）2月1日 - 船橋西警察署（現･船橋警察署）から独立し開設

## 交番
- 大穴交番（船橋市大穴南2丁目4番16号）
- 小室駅前交番（船橋市小室町3315番地）
- 芝山交番（船橋市芝山1丁目39番15号）
- 高根台交番（船橋市高根台1丁目2番2号）
- 習志野台交番（船橋市習志野台2丁目50番1号）
- 二和交番（船橋市二和東6丁目17番7号）
- 前原交番（船橋市前原西2丁目33番11号）
- 三山交番（船橋市三山3丁目24番9号）
- 薬円台交番（船橋市薬円台1丁目5番2号）

## 駐在所
- 古和釜駐在所（船橋市古和釜町349番地4）